# 李鸿纶
李鸿纶，云南新兴人，曾任富滇银行总办、云南陆军军需局局长、云南禁烟局督办等职。

## 生平
李鸿纶出生于云南省新兴州（今玉溪市红塔区）。1912年3月27日出任富滇银行总办，1913年6月离任:95。1916年至1918年间任云南陆军军需局局长。1922年4月任云南禁烟局督办:97。李鸿纶为当时执政云南的唐继尧的亲信，虽然名为禁烟，其实为增加税收一直鼓励种植罂粟。1923年春，李鸿纶奉命到汉口与日本人接洽，将日本技师、机械带回昆明制作吗啡和海洛因。

## 著作
1943年李鸿纶著有《民四云南首义再造共和节略》一书:97。

## 相关
蔡锷去世时，李鸿纶曾作挽联：“天风鼓荡，海水悲号，白马素车，半夜波涛归瀛海；惊死奸雄，再造民国，丰功伟业，千秋姓字炳中华。”